# Stillwater (film)
Stillwater – amerykański dreszczowiec z 2021 roku w reżyserii Toma McCarthy’ego. W głównej roli wystąpił Matt Damon. Film miał premierę 8 lipca 2021 roku w ramach pokazów pozakonkursowych na 74. MFF w Cannes.

## Fabuła
Bill Baker ciężko pracuje, żeby zarobić na podróże z Oklahomy do Francji, gdzie odwiedza córkę, Allison, skazaną na 9 lat pozbawienia wolności za morderstwo swojej dziewczyny. Dziewczyna twierdzi, że jest niewinna, a ojciec, walcząc o sprawiedliwość w sprawie, ma zamiar wynagrodzić swojemu dziecku lata, kiedy zmagał się z uzależnieniem od alkoholu i narkotyków.

## Obsada
- Matt Damon jako Bill Baker
- Camille Cottin jako Virginie
- Abigail Breslin jako Allison
- Lilou Siauvaud jako Maya
- Deanna Dunagan jako Sharon
- Idir Azougli jako Akim
- Anne Le Ny jako Leparq
- Moussa Maaskri jako Dirosa
- Isabelle Tanakil jako Isabelle
- Naidra Ayadi jako Nedjma
- Robert Peters jako pastor[1]

## Produkcja
Okres zdjęciowy trwał od sierpnia do listopada 2019 roku. Film kręcono w miejscowościach Stillwater, El Reno, Guthrie, Arcadia oraz Chickasha w stanie Oklahoma w Stanach Zjednoczonych oraz na terenie Marsylii we Francji.

## Odbiór

### Box Office
Budżet filmu jest szacowany na 20 milionów dolarów. W Stanach Zjednoczonych film zarobił 14,4 mln USD. W innych krajach przychody wyniosły ponad 5,2 mln, a łączny przychód ze sprzedaży biletów ponad 19,7 miliona dolarów.

### Reakcja krytyków
Film spotkał się z pozytywną reakcją krytyków. W agregatorze recenzji Rotten Tomatoes 75% z 197 recenzji uznano za pozytywne, a średnia ocen wyniosła 6,6 na 10. Z kolei w agregatorze Metacritic średnia ważona ocen z 41 recenzji wyniosła 60 punktów na 100.

## Nagrody i nominacje
| Nagroda                | Kategoria                                            | Wynik     |
| ---------------------- | ---------------------------------------------------- | --------- |
| American Film Festival | Złota Kamera – Wyróżnienie specjalne (Chie Hayakawa) | nominacja |
| Transatlantyk          | Sekcja "Highlights" – Udział w sekcji (Tom McCarthy) | nominacja |